# پول پول، پول بیشتر
پول پول، پول بیشتر (انگلیسی: Money Money, More Money) فیلم هندی به زبان تلوگو است که توسط جی.دی چاکراوارتی کارگردانی شد. این فیلم بازساخته‌ای از فیلم دروازه را ببند محصول سینمای بالیوود در سال ۲۰۰۶ است. فیلم پول پول، پول بیشتر با تبلیغ اینکه این فیلم دنباله فیلم‌های پول (۱۹۹۳) و پول پول (۱۹۹۵) است، در پی جذب تماشاچی بود. بازیگران اصلی فیلم برهماناندام، جی. دی چاکراوارتی، برهماجی و رکا هریس هستند.